# Johann Anton Schmidt
Johann Anton Schmidt (23 de mayo de 1823 - 21 de enero de 1905) fue un botánico, explorador y profesor alemán.
En 1851 entre otros viajes, expediciona a la búsqueda de especímenes de la flora de la isla de Cabo Verde.

## Algunas publicaciones
- 1852. Beiträge zur Flora der Cap Verdischen Inseln. Mit Berücksichtigung aller bis jetzt daselbst bekannten wildwachsenden und kultivirten Pflanzen
- 1857. Flora von Heidelberg. Zum Gebrauche auf Excursionen und zum Bestimmen der in der Umgegend von Heidelberg wildwachsenden und häufig cultivirten Phanerogamen
- 1865. Anleitung zur Kenntniss der natürlichen Familien der Phanerogamen

- La abreviatura «J.A.Schmidt» se emplea para indicar a Johann Anton Schmidt como autoridad en la descripción y clasificación científica de los vegetales.[1]

Se poseen 218 registros IPNI de sus identifiaciones y clasificaciones de nuevas especies.

## Honores

### Eponimia
En su honor se nombran los géneros Schmidtia y Antoschmidtia, de Poaceae.